# Бучумі (Марамуреш)
Бучумі (рум. Buciumi) — село у повіті Марамуреш в Румунії. Адміністративно підпорядковане місту Шомкута-Маре.
Село розташоване на відстані 392 км на північний захід від Бухареста, 22 км на південь від Бая-Маре, 77 км на північ від Клуж-Напоки.

## Населення
За даними перепису населення 2002 року у селі проживали 810 осіб, з них 807 осіб (99,6%) румунів. Рідною мовою 807 осіб (99,6%) назвали румунську.